# 11085 Isala
11085 Isala eller 1993 SS6 är en asteroid i huvudbältet som upptäcktes den 17 september 1993 av den belgiske astronomen Eric W. Elst vid La Silla-observatoriet. Den är uppkallad efter den belgiska läkaren Isala Van Diest.
Asteroiden har en diameter på ungefär 4 kilometer och den tillhör asteroidgruppen Nysa.